# AppLovin

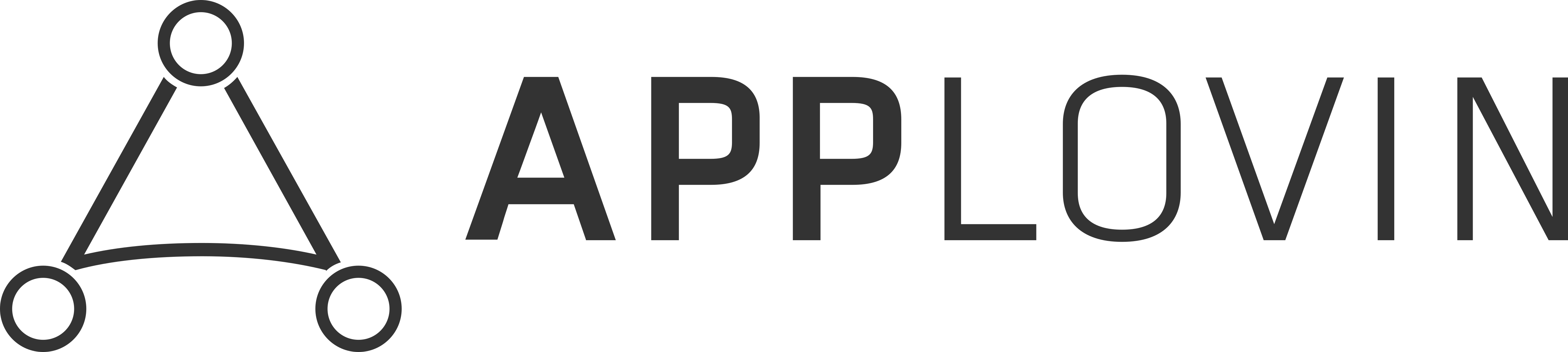

AppLovin公司（AppLovin Corporation）是美國的行動技術公司，總部位於加利福尼亞州帕羅奧圖。該公司成立於2012年，主要業務範圍包括行動端廣告、市場行銷、數據分析平台。
AppLovin在2021年3月宣布將進行IPO，並於2021年4月15日在納斯達克上市。

## 外部連結
- 官方网站